# Supercoppa bielorussa 2024 (pallavolo femminile)
La Supercoppa bielorussa 2024, 7ª edizione della Supercoppa nazionale femminile di pallavolo, si è svolta il 10 ottobre 2024: al torneo hanno partecipato due squadre di club bielorusse e la vittoria finale è andata per la quinta volta consecutiva al Minčanka.

## Formula
La formula ha previsto una gara unica.

## Squadre partecipanti
| Squadra            | Qualificazione                                             |
| ------------------ | ---------------------------------------------------------- |
| Kommunalnik Grodno | 2ª in Divizion A 2023-24                                   |
| Minčanka           | Vincitrice Coppa di Bielorussia 2023-24/Divizion A 2023-24 |

## Torneo
| 10 ottobre 2024 Palazzetto dello sport Uruczje, Minsk Durata: ? - Spettatori: ? | Minčanka | 3 - 0 | Kommunalnik Grodno | 25-16, 25-15, 25-18 |